# 居民死亡推断书
居民死亡推断书是中華人民共和國一種死亡證明，由卫生、公安、民政三部门联合管理開具。

## 內容
本證共分四联，第一联为出证单位存根；第二联为死亡訊息联，由出证单位定期寄送所在地的县级疾病控制机构；第三联为户籍管理部门注销户口凭证；第四联为殡葬火化凭据，由相应部门保存。
第三联可到户口登记机关办理注销户口手续；第四联可到殡葬机构办理殡葬手续。